# Nhà thiên văn học Copernicus, hay Cuộc trò chuyện với Chúa

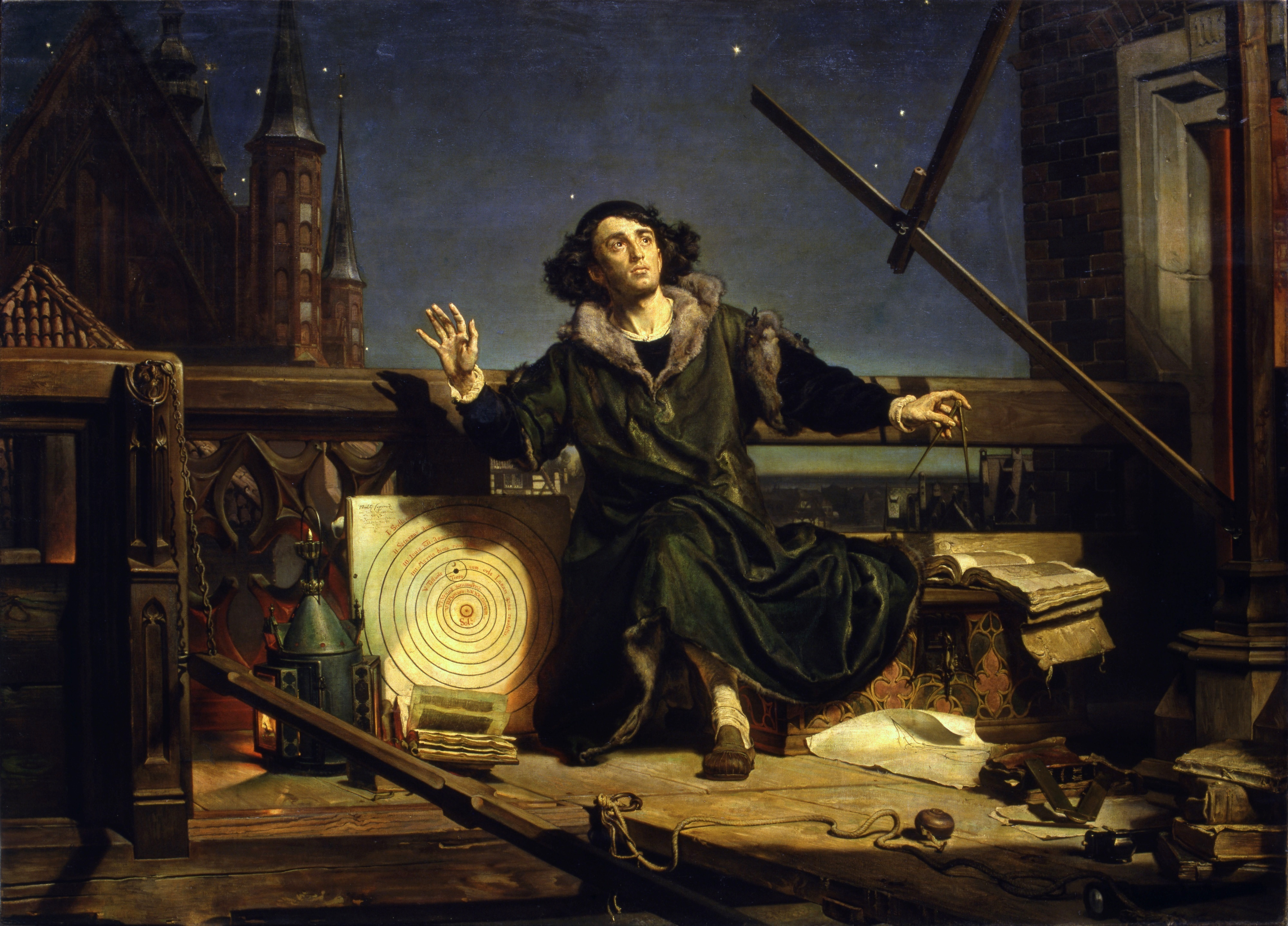
Nhà thiên văn học Copernicus, hay Cuộc trò chuyện với Chúa - tác giả: Jan Matejko

Nhà thiên văn học Copernicus, hay Cuộc trò chuyện với Chúa (tiếng Ba Lan: Astronom Kopernik, czyli rozmowa z Bogiem) là một bức tranh sơn dầu của danh họa người Ba Lan Jan Matejko, được hoành thành vào năm 1873. Bức tranh mô tả hình ảnh nhà thiên văn học Nicolaus Copernicus đang quan sát bầu trời từ ban công của một tòa tháp nghiêng ở Frombork. Hiện nay, tác phẩm nằm trong bộ sưu tập của Trường Đại học Jagiellonian tại Kraków.
Jan Matejko bắt tay vào thực hiện tác phẩm nghệ thuật này vào năm 1871, để chuẩn bị cho lễ kỷ niệm 400 năm ngày sinh nhà thiên văn học huyền thoại người Ba Lan Nicolaus Copernicus. Matejko dành nhiều thời gian nghiên cứu tài liệu tại Trường Đại học Jagiellonian và đã tạo ra hai bản phác thảo sơ bộ (một bản hiện đang nằm trong bộ sưu tập của Bảo tàng Quốc gia ở Krakow và một bản trong bộ sưu tập của nhà sử học Barbara Piasecka-Johnson ở Princeton). Bức tranh bắt đầu được Matejko tô vẽ vào mùa hè năm 1872. Sau đó, tác phẩm được hoàn thành vào đầu năm 1873.
Cộng đồng người dân ở Kraków đã quyết định mua bức tranh này với giá 12.000 Złoty Ba Lan và tặng cho Đại học Jagiellonian. Bức tranh hiện đang được trưng bày công khai trong tòa nhà Collegium Novum.